# AVULO
Avulo (afkorting: Algemene Vughtse Lokale Omroepstichting) is de lokale omroep van de gemeente Vught. Avulo is in 1985 begonnen met enkele vrijwilligers in een studio aan de Raadhuisstraat in Vught. Enkele jaren later verhuisde Avulo naar de Van Sonstraat. Later is men verhuisd naar de Secretaris van Rooijstraat. De omroep zendt zowel via radio als televisie uit.

## Geschiedenis
De omroep werd in 1985 opgericht en maakte vanaf die tijd radioprogramma's voor Vught. Tussen 1997 en 1999 had de omroep ook televisie-uitzendingen voor de gemeente Vught onder de naam Avulo TV. Van 2012 tot 2017 heeft Linkpunt Media televisie verzorgd en in mei 2018 is Avulo weer zelfstandig televisie gaan maken.